# AGM (премія)
AGM (Award of Garden Merit) — премія, яку щорічно присуджує британське Королівське садівниче товариство.
Премію присуджують садовим рослинам (відкритого або закритого ґрунту) у Великій Британії за підсумками випробування в садах або спеціалізованих колекціях. Нагороди періодично переглядаються у випадках, коли рослина зникає з культури або замінюється новими та кращими сортами.
Премія допомагає англійським садівникам зробити усвідомлений вибір рослин, придатних для вирощування в їхньому регіоні. Ця нагорода означає, що рослину рекомендує Королівське садівниче товариство.

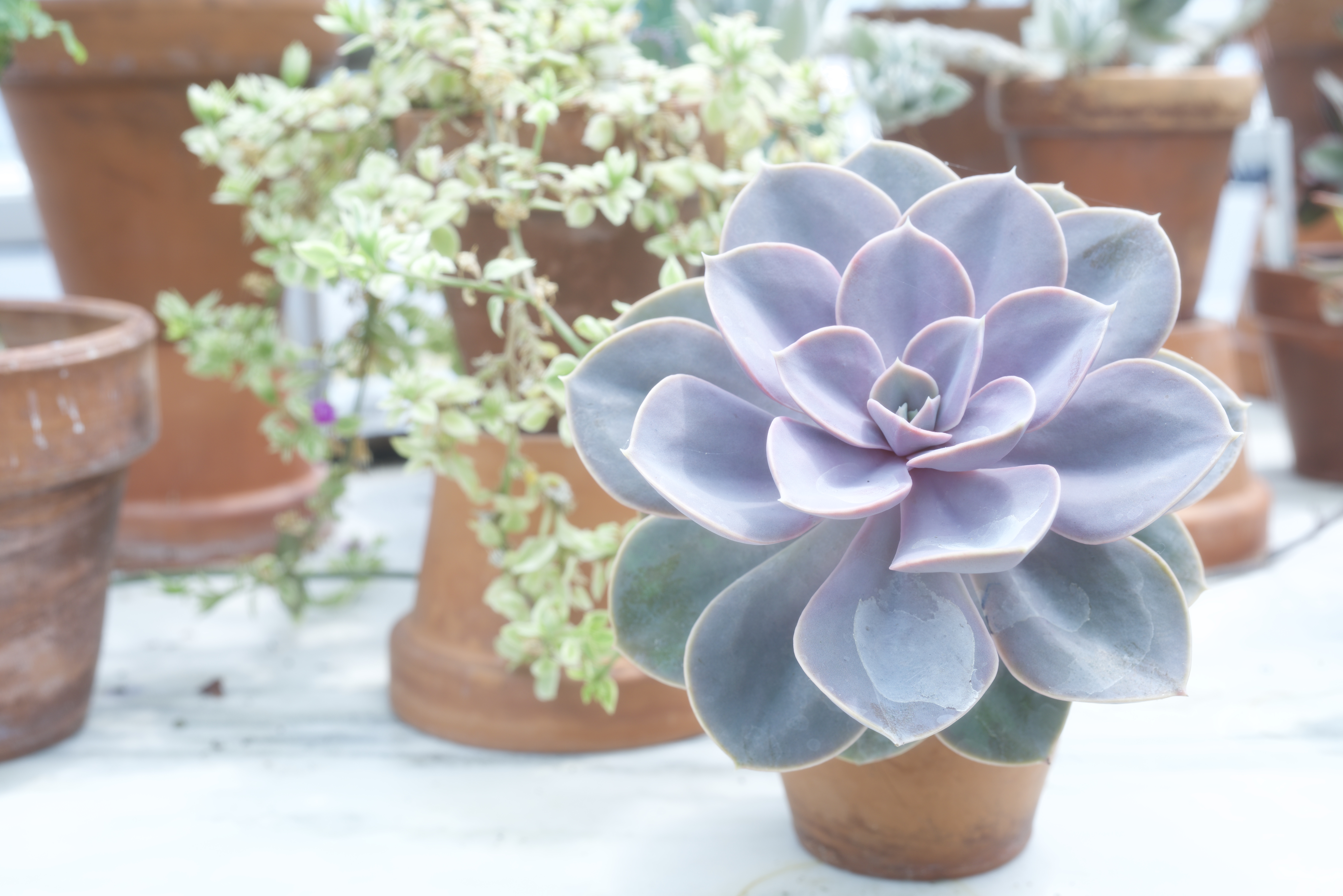
Ечеверія «Perle Von Nürnberg», нагороджена Award of Garden merit.

## Критерії
Щоб отримати право на відзнаку, рослина повинна:
- бути доступною для придбання;
- мати високу декоративність;
- мати гарну будову;
- не вимагати спеціальних умов вирощування або догляду;
- не бути особливо чутливими до будь-яких шкідників та хвороб;
- не піддаватися реверсії.

«Award of Garden Merit» має вигляд кубка з ручками, який присуджують згідно з рівнем морозостійкості рослин:
- H1 Вимагає опалювальної оранжереї;
  - H1a Вимагає температури вищої від 15°C: тропічні рослини для приміщень та опалювальних теплиць;
  - H1b Від 10 °C до 15°C: субтропічні рослини для приміщень та опалювальних теплиць;
  - H1c 5 °C до 10°C: помірно теплолюбні рослини, які можуть перебувати влітку на відкритому повітрі;
- H2 1 °C до 5°C: рослини, для яких взимку потрібна морозостійка теплиця;
- H3 -5 °C до 1°C: витривалі рослини, зазвичай ростуть на відкритому повітрі, але потребують захисту від промерзання взимку (нп. жоржини);
- H4 -10 °C до -5°C: рослини, які вирощують у відкритому ґрунті та витримують середньостатистичну британську зиму;
- H5 -15 °C до -10°C: рослини, які вирощують у відкритому ґрунті та витримують сувору британську зиму;
- H6 -20 °C до -15°C: рослини, які вирощують у відкритому ґрунті Великої Британії та країн Північної Європи;
- H7 Холодніше ніж -20°C: рослини, які вирощують у відкритому ґрунті та витримують сувору зиму північних регіонів Європи.